# M3 Lee
M3 Lee var en amerikansk kampvogn, som blev anvendt under 2. verdenskrig. I Storbritannien blev kampvognen kaldt "General Lee" efter den amerikanske borgerkrigs general Robert E. Lee, og den modificerede udgave, som blev bygget efter britiske specifikationer med et nyt tårn blev kaldt "General Grant" efter General Ulysses S. Grant.
M3 kampvognen blev bygget som en hasteopgave, hvor det var af afgørende betydning at man hurtigt kom i gang med produktionen. M3 var en velbevæbnet og velpansret kampvogn for sin tid, men på grund af forskellige svagheder – en høj profil, gammeldags kanonaffutage og lav hastighed i terræn var den ikke konkurrencedygtig og blev trukket tilbage fra første linje så snart M4 Sherman kampvogne blev tilgængelige i nødvendigt omfang. Der blev i alt fremstillet 6.258 eksemplarer af M3. 

## Historie
I 1939 havde den amerikanske stort set ingen moderne kampvogne. I mellemkrigsårene var der kun blevet brugt meget lidt på udvikling af nye modeller. De Forenede Stater havde heller ingen infrastruktur til fremstilling og kampvogne, og der var heller ikke nogen doktrin, som kunne give vejledning i hvad nye kampvogne skulle kunne præstere. 
Det var på dette grundlag at M2 serien af middelstore kampvogne blev udviklet. Selv om den var typisk for sin tid, da den kom frem i 1939, var den allerede forældet da USA trådte ind i krigen i december 1941. Den havde kun en 37 mm kanon, pansringen var kun på 30 mm, og den havde en meget høj profil. 
Den succes som de tyske Panzer III og Panzer IV havde haft i Slaget om Frankrig fik den amerikanske hær til straks at revurdere sine modeller. Hæren opstillede straks krav til en ny mellemtung kampvogn med en 75 mm kanon i et tårn. Det blev til M4 Sherman; men indtil Sherman kampvognen kunne blive klar til produktion var hårdt brug for en midlertidig model, der havde en 75 mm kanon. 
M3 kampvognen var denne midlertidige løsning. Kampvognens design var usædvanligt ved at hovedkanonen, en 75 mm kanon med lav mundingshastighed, var placeret i den ene side af kampvognens skrog i en affutage, som betød at den kun kunne bevæges få grader til højre og venstre. På toppen af skroget var der monteret en 37 mm kanon med høj mundingshastighed i et tårn og ovenpå tårnet var der en kuppel med et maskingevær. 
Brugen af to hovedkanoner var set på andre tankmodeller, såsom den franske Char B, den sovjetiske T-35 og Mark I versionen af den britiske Churchill tank. I hvert af disse tilfælde var der monteret to kanoner for at kampvognene både kunne bekæmpe infanteri – med højeksplosive granater i 75 mm kanonen, og kampvogne med panserbrydende granater i 37 mm kanonen. M3 afveg en smule fra mønsteret ved at 75 mm kanonen også kunne afskyde panserbrydende granater. Ved at montere kanonen på skroget var det muligt meget hurtigere at gå i gang med produktionen, end hvis der først skulle have været udformet et tårn til 75 mm kanonen. Man vidste godt at M3 kampvognens design havde sine mangler, men behovet for kampvogne var akut. 
Da briterne blev nægtet tilladelse til at få fremstillet deres egne kampvognsmodeller på amerikanske fabrikker, bestilte de M3 kampvogne i stedet. De var ikke glade for den høje profil, og fik udformet et lavere tårn, som havde en knold bagpå til radioen. Kampvogne med det nye tårn og radio blev kaldet "General Grant", mens det oprindelige design kaldtes "General Lee", eller i daglig tale "Grant" og "Lee". Disse betegnelser blev imidlertid kun brugt af britiske og Commonwealth styrker. Den amerikanske hær fortsatte med at bruge betegnelsen M3. Grant modellen behøvede en mand mindre i besætning, på grund af flytningen af radioen til tårnet. M3 bragte stærkt savnet ildkraft til de britiske styrker under Felttoget i Nordafrika. 
Chassis og undervogn fra M3 blev tilpasset af canadierne ved udviklingen af deres Ram tank, 
en kampvogn med et traditionelt tårn. Skroget fra M3 blev senere anvendt til selvkørende kanoner og bjergningskøretøjer, i lighed med den canadiske Ram, som også fungerede som basis for varianter til observation og pansrede mandskabsvogne

## Præstationer i kamp
M3 kampvognen kom første gang i kamp i 1942 under Felttoget i Nordafrika. Britiske Lee og Grant kampvogne var i kamp med Erwin Rommels styrker i det katastrofale slag ved Gazala den 27. maj. De fortsatte med at være i indsats i Nordafrika indtil afslutningen af dette felttog. Et kampvognsregiment M3'ere blev anvendt af 1. US panserdivision i Nordafrika. I kampagnen var der tilfredshed med M3'erne mekaniske pålidelighed, deres gode pansring og ildkraft. På alle disse tre områder var den bedre end samtidige britiske kampvogne, og kunne bekæmpe tyske tanks og anti-tank kanoner. Den høje profil og den lave placering af 75 mm kanonen var alvorlige taktiske ulemper, da det forhindrede at kampvognen kunne kæmpe fra en nedgravet position. Brugen af nittet panser forårsagede et problem, som man kaldte "afskalning". Hvis en M3 blev ramt af en fjendtlig granat kunne nitterne blive slået ud, og fare rundt inde i skroget som projektiler. Senere modeller blev svejset smmen for at fjerne dette problem. M3 kampvognen blev udskiftet med M4 Sherman kampvogne, så snart de blev tilgængelige, og inden M3 kampvogne blev indsat i Europa efter maj 1943.  
I Stillehavskrigen blev nogle ganske få brugt af den amerikanske hær i Slaget om Makin atollen i 1943. Marinekorpset fik slet ikke leveret nogle M3 kampvogne. Til gengæld fik de australske styrker flere hundrede, om end ingen af dem blev indsat i kamp. Britiske Lee/Grants blev brugt i operationsområdet Kina-Burma-Indien, fortrinsvis med indiske besætninger, indtil krigens slutning. Trods deres mangler var disse kampvogne stadig langt overlegne i forhold til de få japanske kamp- og panservogne de stod overfor. De spillede en central rolle under slaget om Imphal, og trods deres præstationer under gennemsnittet i terræn, klarede de sig godt på de stejle skrænter omkring Imphal.
Over 1.300 dieseldrevne M3A3 og M3A5 bledv leveret til Sovjetunionen via Lend-Lease i 1942–43. De var alle af Lee varianten, selv om de sommetider omtales som Grants. M3 kampvognen var ikke populær i den Røde Hær, hvor dens mangler kom klart til udtryk i kamp mod overlegne tyske kampvogne og anti-tank kanoner, og den fik øgenavet "kiste for 7 brødre". Få blev indsat i kamp efter midten af 1943, om end nogle blev brugt på den arktiske front i Petsamo-Kirkenes operationen i oktober 1944. På denne front havde tyskerne kun nogle få forældede franske Hotchkiss H35 som var blevet erobret i 1940, og M3'ernes svaghed i kamp mod andre kampvogne var af mindre betydning. 
Generelt kunne M3 kampvognen klare sig på slagmarken i 1942. Dens pansring og ildkraft var på niveau med eller bedre end de fleste af de trusler, den stod overfor. Langtrækkende kanoner med høj mundingshastighed var endnu ikke almindelige på tyske kampvogne. Den hurtige udvikling af nye modeller betød at M3 hurtigt blev forældet. Fra midten af 1943, hvor der blev indført de nye Panther kampvogne og Panzer IV fik længere kanonløb og hvor M4 Sherman blev tilgængelige i stort tal, blev M3 trukket væk fra indsats i det europæiske operationsområde.  

## Varianter
Britiske betegnelser i parentes

### Amerikanske varianter
- M3 (Lee I/Grant I). 
  - Nittet skrog. 4,724 bygget.
- M3A1 (Lee II). 
  - Støbt overdel af skroget. 300 bygget.
- M3A2 (Lee III). 
  - Svejset skrog. Kun 12 køretøjer fremstillet.
- M3A3 (Lee IV/Lee V). 
  - Svejset skrog, dobbelt GM 6-71 dieselmotor. Sidedøre svejset til eller fjernet. 322 bygget.
- M3A4 (Lee VI). 
  - Forlænget nitet skrog, 5 x Chrysler A-57 Multibank motorer. Sidedøre fjernet. 109 bygget.
- M3A5 (Grant II) .
  - Nittet skrog. Dobbelt GM 6-71 diesel. Selv om de havde det oprindelige Lee tårn og ikke et Grant, blev de af briterne omtalt som Grant II. 591 bygget.
- M31 Tank Recovery Vehicle (Grant ARV I). 
  - Baseret på et M3 chassis, med dummy tårn og dummy 75 mm kanon. 60.000 pund spil monteret.
- M31B1 Tank Recovery Vehicle. 
  - Baseret på M3A3.
- M31B2 Tank Recovery Vehicle. 
  - Baseret på M3A5.
- M33 Prime Mover.
  - M31 TRV konverteret til en artilleri traktor, med tårn og kran fjernet. 109 kampvogne blev konverteret i 1943-44.
- 105 mm Howitzer Motor Carriage M7 (Priest)
  - 105 mm M1/M2 haubitser installeret i åben overdel.
  - Version uden kanon som OP (observation post vehicle)
- 155 mm Gun Motor Carriage M12
  - Designet som T-6. En 155 mm haubitzer på et M3 chassis.

### Britiske varianter
- Grant ARV
  - Grant I og Grant II modeller med kanonen fjernet og erstattet med en bjergningsudstyr.
- Grant Command
  - Grant udstyret med radioudstyr, og uden kanon eller erstattet med dummy.
- Grant Scorpion III
  - Grant med 75 mm kanonen fjernet og udstyret med Scorpion III mine plejl. Nogle få fremstillet i begyndelsen af 1943 til brug i Nordafrika.
- Grant Scorpion IV
  - Grant Scorpion III med yderligere motor for at forsøge Scorpion plejlens kraft.
- Grant CDL
  - Fra "Canal Defence Light"; Grant kampvogne, hvor 37 mm kanontårnet var erstattet med et nyt tårn med et kraftigt søgelys og et maskingevær. 355 fremstillet, også af amerikanerne, som kaldte den Shop Tractor T10.

### Australske varianter
- M3 BARV
  - En enkelt M3A5 Grant blev konverteret til en "Beach Armoured Recovery Vehicle".
- Yeramba Selvkørende kanon. 
  - Australsk selvkørende 25 punds kanon. 13 køretøjer bygget i 1949 på M3A5 chassis ved en konvertering svarende til den canadiske Sexton.

## Modeller baseret på M3's chassis
- M4 Sherman
- Ram tank
  - Kangaroo
  - Sexton
  - Ram Observation Post Tank

## Operatører
- Australien
- Brasilien
- Canada
- New Zealand
- Sovjetunionen
- Storbritannien
- USA

## Film optrædener
I filmen "Sahara" fra 1943, med Humphrey Bogart i hovedrollen, er de medvirkendes væsentligste transportmiddel en M3 Lee tank med navnet "Lulu Belle".
I Steven Spielberg filmen 1941, med Dan Aykroyd og John Belushi i hovedrollerne optræder der en M3 Lee.

## Eksterne links
- Lee i 'AFRIKA' Arkiveret 18. september 2015 hos  Wayback Machine
- AFV Database (Billeder Arkiveret 20. august 2011 hos  Wayback Machine)
- Køretøjer i 2. Verdenskrig
- Manual over 75mm kanon i M3 (Webside ikke længere tilgængelig)
- On War M3 Arkiveret 25. maj 2011 hos  Wayback Machine, M3A1 Arkiveret 25. maj 2011 hos  Wayback Machine, M3A3 Arkiveret 25. maj 2011 hos  Wayback Machine, M3A4 Arkiveret 25. maj 2011 hos  Wayback Machine
- M3 i Sovjetunionen